# Powiat Piaseczyński
Der Powiat Piaseczyński ist ein Powiat (Kreis) in der Woiwodschaft Masowien in Polen. Der Powiat hat eine Fläche von 621 km², auf der 186.500 Einwohner leben. Die Bevölkerungsdichte beträgt 300 Einwohner auf 1 km² (2019).

## Gemeinden
Der Powiat umfasst sechs Gemeinden, davon sind vier Stadt-und-Land-Gemeinden und zwei Landgemeinden.

### Stadt-und-Land-Gemeinden
- Góra Kalwaria
- Konstancin-Jeziorna
- Piaseczno
- Tarczyn

### Landgemeinden
- Lesznowola
- Prażmów